# Santa Maria de Lamas
Santa Maria de Lamas is een plaats ("freguesia") in de Portugese gemeente Santa Maria da Feira en telde in 2001 5.120 inwoners.

## Geboren
- Betinho (23 juli 1993), voetballer